# Соляна дорога (Рим)

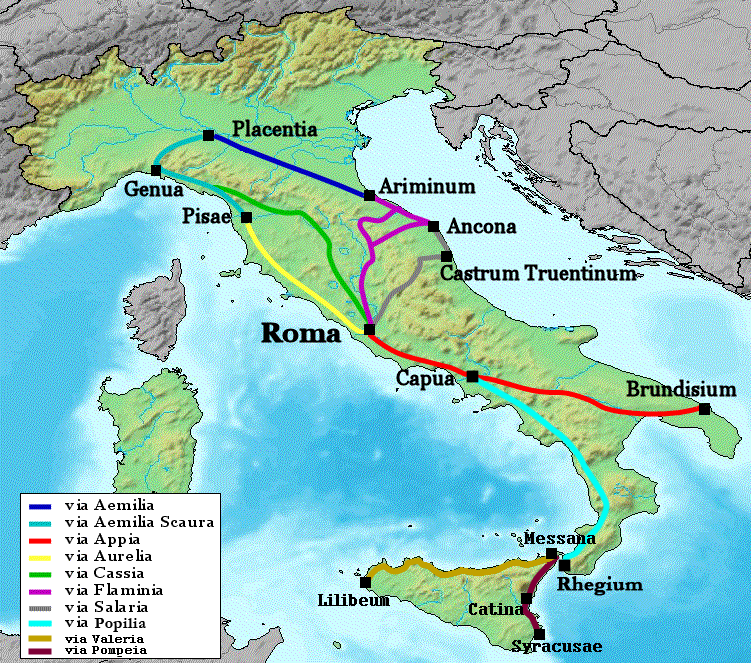
Основні давньоримські дороги. Соляна дорога позначена сірим кольором.

41°54′00″ пн. ш. 12°28′59″ сх. д. / 41.9° пн. ш. 12.483° сх. д.
Соляна дорога (лат. Via Salaria) — стародавній торговий шлях, римська дорога, якою проходило транспортування солі, що і відображено в її назві.
Соляна дорога забезпечувала Риму монополію на сіль і була одним з джерел процвітання міста. У Римі дорога починалася з Коллінської брами, потім скрізь браму у мурі Авреліана вела через внутрішні райони Центральної Італії до Труентского табора (Castrum Truentinum) на узбережжі Адріатичного моря, маючи довжину у 242 кілометри.
Уздовж дороги розташовані підземні поховання — катакомби, в основному християнські: цеметерій Jordanorum ad S. Alexandrorum, катакомби святого Панфіла, Прісцилли (язичницькі та християнські поховання), Тразона, святої Феліції.